# Cerkev sv. Janeza Krstnika, Šentjanž v Rožu
Rimskokatoliška župnijska cerkev Št. Janž v Rožu se nahaja v istoimenski vasi v občini Bistrica v Rožu v upravnem okraju Celovec- dežela na avstrijskem južnem Koroškem. Župnijska cerkev, ki je pod patronatom svetega Janeza Krstnika, pripada dvojezični dekaniji Borovlje v Krški škofiji. 
Referenčni avtor sicer zapisuje krajevno ime Šentjanž v Rožu, medtem ko uradna stran škofije zapisuje Št. Janž v Rožu.
Cerkev je spomeniško zaščitena stavba. 

## Zgodovina
Cerkev je bila v listinah prvič omenjena leta 1169.
Nova baročna cerkev je bila zgrajena med letoma 1759 in 1762 in posvečena leta 1762. Zunanjost cerkve je bila obnovljena leta 1996.

## Arhitektura
Zunanjost cerkve je preprosta cerkvena stavba z ladjo in vdolbenim poligonalnim korom ter izstopajočim zahodnim stolpom s čebulasto kupolo in laterno. Ob strani ladje sta osmerokotna prizidka kapele; severni prizidek od prejšnje cerkve iz 17. stoletja se je ohranil, južni prizidek pa je bil dodan z novo stavbo.
Na zunanjosti cerkve je nova poslikava svetega Krištofa, ki jo je izdelala Zorka Weiß.
Notranjost cerkve ima v nadstropju stolpa na treh straneh odprt križno obokan narteks. Ladja je obokana s sodčastim sklepnikom s spandreli. Zahodna triosna križno obokana galerija stoji na kamnitih stebrih. Stranski kapeli sta odprti v ladjo z okroglimi obokanimi arkadami. Enotraktni kor s tristranim zaključkom ima žlebljen sklepnik in pilastrsko konstrukcijo. Zakristija severno od kora ima segmentni sklepnik. Severna kapela ima osmerokotni samostanski sklepnik na subtilnih pilastrih z impostnim koritom. Južna kapela ima segmentni kapni sklepnik in pilastrsko strukturo kot v koru.
Sklepno sliko Marijinega življenja v severni kapeli je leta 1841 ustvaril Johann Kolb, severno v prezbiteriju pa Peter Markovič leta 1914 in prikazuje svetega Janeza, svetega Petra in svetega Pavla. Leta 1985 je cerkev dobila nove vitraže.

## Oprema
Neobaročni glavni oltar je nastal pred letom 1864, na njem je lesen relief Kristusovega krsta, ob straneh v nišah pa sta upodobljena sveti Janez Evangelist in sveti Janez Nepomuk; figure je leta 1864 izdelal Alois Gasser.
Na sliki iz leta 1692 je legenda o figuri Madone, ki je med turškimi vpadi ostala nedotaknjena.

## Spletne povezave
- župnijska cerkev Št. Janž v Rožu